# J.J. Wilcox
James Edward Wilcox Jr., detto J.J. (Cairo, 14 febbraio 1991), è un giocatore di football americano statunitense, attualmente free agent, che milita nel ruolo di safety nella National Football League (NFL).
Fu scelto nel corso del terzo giro (80º assoluto) del Draft NFL 2013 dai Dallas Cowboys. Al college giocò a football per Georgia Southern. Nella sua carriera ha giocato anche per i Tampa Bay Buccaneers, i Pittsburgh Steelers, i New York Jets, gli Indianapolis Colts e gli Atlanta Falcons.

## Carriera universitaria
Wilcox frequentò la Georgia Southern University e giocò a football per i Georgia Southern Eagles dal 2009 al 2012. Nella sua prima annata, da freshman, giocò come wide receiver, totalizzando 16 ricezioni per 179 yard, e tre tackle come difensore.
La stagione seguente, come sophomore, fu spostato a running back. Partì come titolare in 14 delle 15 partite stagionali, facendo registrare 85 portate per 484 yard e 6 touchdown; inoltre mise a segno 22 ricezioni (primo in squadra) per 551 yard, con una media di 25,02 (record della scuola) e tre touchdown su ricezione.
Nel 2011, come junior, giocando otto delle tredici partite come titolare, facendo registrare 52 portate per 480 yard e sette touchdown su corsa, oltre ad aver messo a segno sette ricezioni per 168 yard e un touchdown su ricezione.
Nel 2012, come senior, fu spostato in difesa come safety. Partì da titolare in 13 delle 14 partite, totalizzando 88 placcaggi, due intercetti, tre passaggi deviati e un punt bloccato. A fine stagione fu inserito nella prima formazione ideale All-Southern.

## Carriera professionistica

### Dallas Cowboys

#### Stagione 2013
Wilcox fu scelto nel corso del terzo giro (80º assoluto) del Draft NFL 2013 dai Dallas Cowboys. Il 18 giugno 2013 firmò un contratto quadriennale del valore di 2,81 milioni di dollari con la squadra.
Dovette competere per il ruolo di free safety titolare con Will Allen, Jeff Heath, Matt Johnson e Brandon Underwood. Durante il training camp estivo, i Cowboys lo avrebbero nominato free safety titolare, ma l'improvvisa scomparsa della madre lo costrinse ad allontanarsi dalla squadra per due settimane; di conseguenza il posto di free safety titolare per l'inizio della stagione 2013 fu dato ad Allen.
Debuttò come professionista nella gara inaugurale della stagione contro i New York Giants mettendo a segno un tackle; i Cowboys vinsero per 36–31. Il 22 settembre 2013 disputò la sua prima partita da titolare, contro i St. Louis Rams, mettendo a segno tre placcaggi totali (uno solitario e due assistiti); i Cowboys vinsero per 31–7. Nella partita del quinto turno contro i Denver Broncos, mise a segno un record stagionale di otto placcaggi totali (4 solitari e 4 assistiti); i Cowboys furono sconfitti per 48–51. Partì da titolare nelle cinque partite consecutive, per poi subire un infortunio al ginocchio in allenamento che lo costrinsero a saltare tre partite. Al suo ritorno gli fu preferito come titolare l'altro rookie undrafted free agent Heath. Tornò in campo il 23 novembre 2013, nella partita dell'undicesimo turno contro i New York Giants, mettendo a segno quattro placcaggi totali (tre solitari e uno assistito); nel primo quarto soffrì di una commozione cerebrale che lo costrinse a lasciare la partita. La sua prima stagione si concluse con 38 placcaggi (22 solitari e 16 assistiti) e un passaggio deviato in tredici presenze, di cui cinque come titolare.

#### Stagione 2014
Durante il training camp estivo del 2014, Wilcox dovette competere contro Jeff Heath e Ahmad Dixon per il ruolo di free safety titolare. Rod Marinelli, il nuovo coordinatore difensivo dei Cowboys, decise di spostare Wilcox e Heath a strong safety, e posizionare il veterano Barry Church a free safety. Fu nominato strong safety titolare per l'inizio della stagione 2014.
Il 28 settembre 2014, nella partita del quarto turno contro i New Orleans Saints, Wilcox mise a segno cinque placcaggi totali (quattro solitari e uno assistito) e il suo primo fumble recuperato in carriera, ritornandolo per 11 yard; i Cowboys vinsero per 38–17. Nel Monday Night Football della settimana 8 contro i Washington Redskins, Wilcox fece registrare sette placcaggi totali e il primo intercetto in carriera ai danni del quarterback Colt McCoy; i Cowboys furono sconfitti per 17–20. Nel tredicesimo turno contro i Philadelphia Eagles mise a segno un record stagionale di 10 placcaggi totali (6 solitari e 4 assistiti); i Cowboys furono sconfitti per 10–33. Nel quindicesimo turno, la gara di ritorno contro gli Eagles, Wilcox mise a segno quattro placcaggi solitari, un intercetto e il primo fumble forzato in carriera; i Cowboys vinsero per 38–27. La settimana seguente, contro gli Indianapolis Colts, fece registrare un placcaggio solitario, un intercetto (ritornandolo per 46 yard) e un passaggio difeso ai danni del quarterback Andrew Luck; i Cowboys vinsero per 42–7. Nell'ultima gara della stagione regolare contro i Washington Redskins, fece registrare sei placcaggi totali (cinque solitari e uno assistito) e un fumble recuperato; i Cowboys vinsero per 44–17. Wilcox terminò la stagione regolare con sedici presenze da titolare, un record in carriera di 74 placcaggi totali (62 solitari e 12 assistiti), tre intercetti, un fumble forzato e due recuperati, e cinque passaggi difesi. I Cowboys terminarono la stagione regolare con un bilancio di 12–4, vincendo la loro division, la NFC East e di conseguenza aggiudicandosi la partecipazione ai play-off.
Wilcox partì da titolare nella sua prima partita nei play-off in carriera, il Wild Card Game contro i Detroit Lions, mettendo a segno sette placcaggi totali; i Cowboys eliminarono i Lions per 24–20. Giocò da titolare anche nella fase successiva, il Divisional Round contro i Green Bay Packers, ma non fece registrare nessuna statistica. La partita decretò vincitori i Packers per 26–21, ma ci furono non poche discussioni riguardo all'ultima giocata del match, una conversione di un quarto down e due su una ricezione del wide receiver dei Cowboys Dez Bryant: l'arbitro Gene Steratore, dopo un challenge chiesto dal capo-allenatore di Packers Mike McCarthy, decise che Bryant non mantenne il controllo della palla durante la ricezione, risultando in un passaggio incompleto, e di conseguenza la fine della rimonta dei Cowboys e della partita.

#### Stagione 2015
Durante il training camp estivo, Wilcox dovette competere contro Jeff Heath per il ruolo di free safety titolare. Vinse la competizione e fu nominato free safety titolare per l'inizio della stagione 2015, al fianco di Barry Church come strong safety titolare.
Partì da titolare nella prima gara della stagione contro i rivali di division New York Giants, mettendo a segno tre tackle totali (due solitari e uno assistito) e un passaggio difeso; i Cowboys vinsero per 27–26. Durante il primo quarto della partita, Wilcox colpì fortemente il wide receiver dei Giants Odell Beckham Jr. e bloccò un passaggio ai danni del quarterback Eli Manning. Sfortunatamente, Wilcox si fratturò il naso durante la giocata, ma continuò fino alla fine della partita, mentre Beckham Jr. dovette lasciare il campo per qualche minuto. Nella partita del turno successivo con gli altri rivali di division, i Philadelphia Eagles, Wilcox mise a segno un placcaggio solitario ed il primo intercetto stagionale ai danni di Sam Bradford, ritornandolo per 14 yard, contribuendo alla vittoria dei Cowboys per 20–10.
Il 1º novembre 2015, nella partita dell'ottavo turno contro i Seattle Seahawks, Wilcox fece registrare due placcaggi assistiti ed un fumble recuperato; i Cowboys furono sconfitti per 12–13. Nel turno successivo, la gara di ritorno contro gli Eagles, mise a segno sette placcaggi totali (cinque solitari e due assistiti); i Cowboys furono sconfitti ai supplementari per 27–33. La prestazione di Wilcox fu aspramente criticata dopo una giocata che permise agli Eagles di vincere: il quarterback di Philadelphia Sam Bradford completò un passaggio con il wide receiver Jordan Matthews che segnò un touchdown da 42 yard dopo che il safety rookie Byron Jones inciampò e Wilcox non riuscì a placcarlo. Fu degradato a free safety di riserva dopo Jones per il turno successivo contro i Tampa Bay Buccaneers, nel quale mise a segno solamente un placcaggio; i Cowboys furono sconfitti per 6–10. Per la partita successiva contro i Miami Dolphins tornò a ricoprire il ruolo di free safety titolare mentre Jones dovette sostituire il cornerback infortunato Morris Claiborne. Il 13 novembre 2015, nel quattordicesimo turno contro i Green Bay Packers, fece registrare un record stagionale di nove placcaggi complessivi (6 solitari e 3 assisiti); i Cowboys furono sconfitti 7–28. Nel quarto quarto dell'ultima partita della stagione regolare contro i Washington Redskins, Wilcox, con l'aiuto del suo compagno di squadra Demarcus Lawrence, segnò il suo primo safety in carriera, fermando il running back Alfred Morris nella endzone; fece inoltre registrare due placcaggi solitari.
Wilcox chiuse l'annata con sedici presenze (tredici da titolare), 48 placcaggi totali (32 solitari e 16 assistiti), un intercetto, un fumble forzato e tre passaggi deviati.

#### Stagione 2016
Wilcox dovette competere per restare in squadra dopo la difficile stagione precedente; infatti Byron Jones prese il suo posto per il ruolo di free safety titolare. Inoltre i Cowboys avevano appena selezionato al Draft NFL 2016 Kavon Frazier ed avevano già Jeff Heath come sostituto. Jason Garrett nomino Wilcox strong safety di riserva dopo il titolare Barry Church per l'inizio della stagione 2016.
Nel terzo turno contro i Chicago Bears, Wilcox mise a segno tre placcaggi solitari e un fumble forzato; i Cowboys vinsero per 31–17. Torno a giocare come strong safety titolare per la partita del nono turno contro i Cleveland Browns, sostituendo Church che si soffrì una frattura al braccio nella partita precedente contro i rivali di division Philadelphia Eagles. Fece registrare tre placcaggi totali (uno solitario e due assistiti); i Cowboys ne uscirono vittoriosi 35–10. Nella partita successiva valida per il decimo turno contro i Pittsburgh Steelers, mise a segno un record stagionale di nove placcaggi totali (5 solitari e 4 assistiti) e un passaggio deviato; i Cowboys vinsero 35–30. Il 24 novembre 2016, nell'incontro del dodicesimo turno contro i rivali di division Washington Redskins, Wilcox mise a segno quattro placcaggi solitari e un passaggio deviato, ma lasciò la partita a causa di una contusione; ciononostante i Cowboys vinsero per 31–26. L'infortunio lo costrinse a non giocare i tre incontri successivi. Wilcox tornò per la partita valida per il sedicesimo turno contro i Detroit Lions, mettendo a segno tre placcaggi totali (due solitari ed uno assistito) ed un intecetto ai danni del quarterback Matthew Stafford, ritornato per 8 yard; i Cowboys vinsero 42–21.
Terminò la stagione regolare con tredici presenze (quattro da titolare), 49 placcaggi totali (37 solitari e 12 assistiti), un intercetto, un fumble forzato e sei passaggi deviati.
Wilcox giocò nel Divisional Round contro i Green Bay Packers, mettendo a segno due placcaggi solitari; i Cowboys furono sconfitti per 31–34, ponendo fine alla loro stagione.

### Tampa Bay Buccaneers
L'11 marzo 2017, Wilcox firmò coi Tampa Bay Buccaneers un contratto biennale del valore di 6,25 milioni di dollari (dei quali 3,12 milioni garantiti). Durante il training camp estivo non resse il confronto con Chris Conte, Keith Tandy, e Justin Evans per il ruolo di safety titolare, e fu pronosticato come riserva.

### Pittsburgh Steelers
Il 3 settembre 2017, i Pittsburgh Steelers acquisirono Wilcox in uno scambio coi Buccaneers per avere più giocatori per il reparto dei safety, dopo gli infortuni di Jordan Dangerfield e Mike Mitchell. Gli Steelers cedettero la loro scelta nel sesto giro del Draft NFL 2018 (con essa venne scelto Jack Cichy) per Wilcox e ricevettero dai Buccaneers la scelta nel settimo giro del Draft NFL 2019 di questi ultimi. Wilcox divenne sacrificabile dopo che gli Steelers firmassero col free agent T.J. Ward, svincolato dai Denver Broncos.
Il 7 settembre 2017 Wilcox accettò di rivedere con gli Steelers il suo contratto che aveva stipulato coi Buccaneers. Il nuovo contratto rimase invariato nella durata (due anni) ma il guadagno del giocatore diminuì a 5,5 milioni di dollari (dai 6,25 milioni precedenti) con un bonus per la firma di 1,35 milioni (convertiti dal salario base) spalmato per tutta la durata del contratto.
Wilcox fu nominato free safety di riserva dopo il titolare Mitchell per l'inizio della stagione 2017. Fece il suo debutto con la maglia degli Steelers nella partita inaugurale della stagione contro i rivali di division Cleveland Browns, mettendo a segno un placcaggio solitario ed uno assistito; gli Steelers vinsero 21–18. Nel corso dell'ultimo quarto commise un fallo per aver avendo causato un contatto casco-contro-casco e causando perdita di conoscenza al wide receiver dei Browns Corey Coleman; gli Steelers ricevettero una penalità da 15 yard per uso non necessario della violenza (la quarta nell'incontro) e Wilcox fu sanzionato per 24.309 dollari dalla NFL. Dovette saltare la partita successiva dopo essergli stata diagnosticata una commozione cerebrale. Il 24 settembre 2017, nella partita valida per il terzo turno contro i Chicago Bears, fece registrare cinque placcaggi totali (quattro solitario ed uno assistito) ed un intercetto ai danni del quarterback Mike Glennon; gli Steelers furono sconfitti per 17–23. Partì da titolare nell'incontro successivo contro i rivali di division Baltimore Ravens, mettendo a segno tre placcaggi solitari; gli Steelers vinsero 26–9. Chiuse l'annata con dodici presenze (una da titolare), dodici placcaggi totali (nove solitari e tre assistiti) un intercetto ed un passaggio deviato.
Il 30 aprile 2018 Wilcox venne svincolato dagli Steelers dopo che questi ultimi scelsero due safety nel Draft NFL 2018 e ne ingaggiarono due free agent.

### New York Jets
Il 6 giugno 2018 Wilcox firmò coi New York Jets. Durante la sua permanenza con la squadra disputò cinque partite, mettendo a segno tre placcaggi solitari. Venne svincolato l'8 ottobre 2018 per fare spazio a Rashard Robinson.

### Indianapolis Colts
Il 18 ottobre 2018 Wilcox firmò con gli Indianapolis Colts. Prese parte a due partite di stagione regolare nella quale mise a segno tre placcaggi solitari ed uno assistito, per poi partire da titolare nel Divisional Round dei play-off contro i Kansas City Chiefs, mettendo a segno sei placcaggi totali (cinque solitari ed uno assistito); i Colts furono eliminati 13–31.

### Atlanta Falcons
Il 22 aprile 2019 Wilcox firmò con gli Atlanta Falcons. Il 22 luglio 2019, in allenamento, subì una lesione del legamento crociato anteriore che lo costrinse a rinunciare all'intera stagione 2019.

## Statistiche
| Legenda   | Legenda          |
| --------- | ---------------- |
| Grassetto | Record personale |

### Stagione regolare
| Stagione | Squadra  | Partite | Partite | Tackle | Tackle | Tackle | Tackle | Intercetti | Intercetti | Intercetti | Intercetti | Intercetti | Intercetti | Fumble | Fumble |
| Stagione | Squadra  | P       | PT      | Tot    | Sol    | Asst   | Sack   | PD         | Int        | Yard       | Media      | Max        | TD         | FF     | FR     |
| -------- | -------- | ------- | ------- | ------ | ------ | ------ | ------ | ---------- | ---------- | ---------- | ---------- | ---------- | ---------- | ------ | ------ |
| 2013     | DAL      | 13      | 5       | 38     | 22     | 16     | 0,0    | 1          | 0          | 0          | 0,0        | 0          | 0          | 0      | 0      |
| 2014     | DAL      | 16      | 16      | 81     | 69     | 12     | 0,0    | 5          | 3          | 46         | 15,3       | 46         | 0          | 1      | 2      |
| 2015     | DAL      | 16      | 13      | 48     | 32     | 16     | 0,0    | 3          | 1          | 24         | 24         | 24         | 0          | 0      | 1      |
| 2016     | DAL      | 13      | 4       | 45     | 33     | 12     | 0,0    | 6          | 1          | 8          | 8          | 8          | 0          | 1      | 0      |
| 2017     | PIT      | 12      | 1       | 12     | 9      | 3      | 0,0    | 1          | 0          | 0          | 0,0        | 0          | 0          | 0      | 0      |
| 2018     | NYJ      | 5       | 0       | 3      | 3      | 0      | 0,0    | 0          | 0          | 0          | 0,0        | 0          | 0          | 0      | 0      |
| 2018     | IND      | 2       | 0       | 4      | 3      | 1      | 0,0    | 0          | 0          | 0          | 0,0        | 0          | 0          | 0      | 0      |
| Carriera | Carriera | 77      | 39      | 231    | 171    | 60     | 0,0    | 16         | 6          | 78         | 15,7       | 46         | 0          | 2      | 3      |

### Play-off
| Stagione | Squadra  | Partite | Partite | Tackle | Tackle | Tackle | Tackle | Intercetti | Intercetti | Intercetti | Intercetti | Intercetti | Intercetti | Fumble | Fumble |
| Stagione | Squadra  | P       | PT      | Tot    | Sol    | Asst   | Sack   | PD         | Int        | Yard       | Media      | Max        | TD         | FF     | FR     |
| -------- | -------- | ------- | ------- | ------ | ------ | ------ | ------ | ---------- | ---------- | ---------- | ---------- | ---------- | ---------- | ------ | ------ |
| 2014     | DAL      | 2       | 2       | 7      | 7      | 0      | 0,0    | 0          | 0          | 0          | 0,0        | 0          | 0          | 0      | 0      |
| 2016     | DAL      | 1       | 0       | 2      | 2      | 0      | 0,0    | 0          | 0          | 0          | 0,0        | 0          | 0          | 0      | 0      |
| 2018     | IND      | 1       | 1       | 6      | 5      | 1      | 0,0    | 1          | 0          | 0          | 0,0        | 0          | 0          | 0      | 0      |
| Carriera | Carriera | 4       | 3       | 15     | 14     | 1      | 0,0    | 1          | 0          | 0          | 0,0        | 0          | 0          | 0      | 0      |

Statistiche aggiornate alla stagione 2018